# Mario Magnozzi
Mario Magnozzi (Liorna, 20 de març de 1902- 25 de juny de 1971) fou un futbolista italià i posterior entrenador.
Magnozzi va néixer a Liorna, i fou al club d'aquesta localitat on més destacà. Hi jugà fins al 1930 i entre 1933 i 1936, amb una estada intermèdia de tres anys al Milan.
El 1920 el Liorna guanyà la Lliga del Sud, i com a tal s'enfrontà a l'Inter de Milà (campió del Nord) en la disputa del campionat italià. El partit acabà 3-2 a favor de l'Inter, però ambdós gols del Liorna foren obra de Magnozzi. El 1924-25 fou el màxim golejador de la Sèrie A. A més formà part de la selecció italiana que guanyà la medalla de bronze als Jocs Olímpics de 1928 a Amsterdam.
Posteriorment fou entrenador al Milan, Lecce, AEK i Liorna.